# Mogiłka (baśń)
Mogiłka (niem. Der Grabhügel) – baśń braci Grimm opublikowana w szóstym wydaniu ich zbioru Baśni z 1850 roku (tom 2, nr 195).

## Treść[1]
Pewnego dnia bogaty gospodarz, wsłuchując się w głos swego serca, uświadomił sobie jak grzeszne i egoistyczne było jego życie. Ogarnął go strach o zbawienie duszy. Kiedy tego samego dnia przybył do niego ubogi sąsiad prosząc o pożyczkę, bogacz, który całe życie był skąpcem, ofiarował mu bogatą jałmużnę. Poprosił jednak sąsiada by po jego śmierci przez trzy noce pełnił straż przy jego grobie.
Kiedy parę dni później bogacz faktycznie umarł, sąsiad postanowił spełnić jego przedśmiertną prośbę, choć ogarniał go strach na myśl o spędzeniu trzech nocy na cmentarzu. Na szczęście spotkał byłego żołnierza, który nie znał strachu. Żołnierz zgodził mu się towarzyszyć. 
Dwie pierwsze noce przebiegały spokojnie. Jednak trzeciej nocy zjawił się diabeł, który przybył po duszę zmarłego. Zażądał od mężczyzn, by odstąpili od grobu, ale żołnierz stanowczo odmówił. Wówczas diabeł zaoferował im pieniądze. Żołnierz obiecał wówczas, że ustąpi jeśli diabeł wypełni jego but złotymi monetami. Kiedy diabeł poszedł po pieniądze, żołnierz odciął nożem podeszwę buta, tak że złoto, które potem diabeł wsypywał, wysypywało się na ziemię, a but pozostał pusty. Diabeł ponownie poszedł po większą ilość złota, ale historia się powtórzyła. Kiedy za trzecim razem diabeł przyszedł obładowany złotem okazało się, że już świta i zły duch zniknął ze strachu przed promieniami słońca.
Dusza zmarłego została ocalona, a sąsiad bogacza i żołnierz podzielili się pieniądzmi przyniesionymi przez diabła.

## Ekranizacje
- Baśnie braci Grimm (W obronie duszy – odcinek 7, seria 2) – japoński serial animowany (1987-1988)